# Sørøysundet
Sørøysundet er et sund i Hammerfest, Norge og Hasvik kommuner i Troms og Finnmark fylke i Norge. Det adskiller øerne Sørøya i nord og Stjernøya, Seiland og Kvaløya i syd. Sundet er omkring 70 kilometer langt og går fra Lopphavet i sydvest til spidsen af Kvaløya og Sørøya i nordøst.